# Далево
Далево  — деревня в Крестецком муниципальном районе Новгородской области, входит в состав Усть-Волмского сельского поселения.

## География
Деревня Далево расположена на левом берегу реки Холова, в 12 км к северу от федеральной автомагистрали «Россия» М10 и деревни Вины, в 13 км к западу от деревни Усть-Волма, в 31 км к северо-западу от посёлка Крестцы.

## История
В 1908 деревня Далево относилась к Устьволенской волости Крестецкого уезда Новгородской губернии с центром в деревне Любцы. В деревне было 19 дворов с домами и населением 101 человек. Имелась часовня.
Деревня Далево относилась к Винскому сельскому поселению.
В 2010 деревня Далево вошла в состав Устьволмского сельского поселения, которое в 2016 было переименовано в Усть-Волмское сельское поселение.

## Инфраструктура
В 1995 году в результате пожара сгорело здание старой  школы и после не восстанавливалось.
Есть библиотека.

## Достопримечательности
Вблизи деревни Далево расположена одна из православных святынь района и области — место под названием Точенка — здесь построена часовня, обустроена купальня, в праздник ильинской пятницы, считающегося престольным в Холовском краю, верующие собираются у часовенки, молятся, ставят свечки, исповедуются, причащаются.